# Paralelo 54 N
O Paralelo 54 N é o paralelo no 54° grau a norte do plano equatorial terrestre.
Começando pelo Meridiano de Greenwich e tomando a direção leste, o paralelo 54° Norte passa por:
| País, território ou mar | Notas |
| ----------------------- | --- |
| Mar do Norte            | |
| Alemanha                | |
| Mar Báltico             | Baía de Lübeck |
| Alemanha                | |
| Mar do Norte            | Baía de Wismar |
| Alemanha                | Ilha Poel, continente, e ilha Usedom |
| Mar Báltico             | |
| Polónia                 | Ilha Wolin e continente |
| Lituânia                | |
| Bielorrússia            | |
| Lituânia                | |
| Bielorrússia            | |
| Rússia                  | |
| Cazaquistão             | Passa a sul de Troitsk, e atravessa a fronteira Cazaquistão-Rússia 10 vezes                                                                     |
| Rússia                  | A sul da cidade russa de Omsk, cruza a fronteira oito vezes Passa no Lago Baikal                                                                |
| Mar de Okhotsk          | |
| Rússia                  | |
| Mar de Okhotsk          | Golfo de Sacalina |
| Rússia                  | Ilha Sacalina |
| Mar de Okhotsk          | |
| Rússia                  | Península de Kamchatka |
| Mar de Bering           | |
| Estados Unidos          | Ilha Unalaska, Alasca |
| Oceano Pacífico         | Golfo do Alasca |
| Canadá                  | Ilha Graham, Colúmbia Britânica |
| Estreito de Hecate      | |
| Canadá                  | Ilha Banks, Ilha Pitt, continente, Ilha Hawkesbury, Ilha Gribell e continente de novo, Colúmbia Britânica Alberta Saskatchewan Manitoba Ontário |
| Baía de James           | |
| Canadá                  | Quebec Terra Nova e Labrador |
| Oceano Atlântico        | |
| Irlanda                 | Ilha Achill e Irlanda |
| Mar da Irlanda          | |
| Reino Unido             | Inglaterra |
| Mar do Norte            | |